# Reprezentacja Walii U-21 w piłce nożnej mężczyzn
Reprezentacja Walii U-21 w piłce nożnej – młodzieżowa reprezentacja Walii sterowana przez Walijski Związek Piłki Nożnej. Nigdy nie zakwalifikowała się do Mistrzostw Europy U-21 w Piłce Nożnej. Reprezentacja powstała w 1978 roku, kiedy to UEFA wprowadziła nowe zasady odnośnie do młodzieżowych reprezentacji piłkarskich – drużyny do lat 23 zostały zastąpione przez zespoły do lat 21.

## Bieżące rozgrywki
Obecnie Reprezentacja Walii U-21 uczestniczy w eliminacjach do Mistrzostw Europy, które odbędą się w 2013 roku w Izraelu.
| Zespół          | Pkt | M | W | R | P | Br+ | Br- | +/- |
| --------------- | --- | - | - | - | - | --- | --- | --- |
| Armenia U-21    | 7   | 3 | 2 | 1 | 0 | 6   | 2   | +4  |
| Czarnogóra U-21 | 6   | 2 | 2 | 0 | 1 | 9   | 5   | +4  |
| Czechy U-21     | 4   | 2 | 1 | 1 | 0 | 9   | 1   | +8  |
| Walia U-21      | 3   | 2 | 1 | 0 | 1 | 2   | 3   | -1  |
| Andora U-21     | 0   | 4 | 0 | 0 | 4 | 0   | 15  | -15 |

Stan na: 6 września 2011

## Występy w ME U-21
- 1978: Nie zakwalifikowała się
- 1980: Nie zakwalifikowała się
- 1982: Nie zakwalifikowała się
- 1984: Nie zakwalifikowała się
- 1986: Nie zakwalifikowała się
- 1988: Nie zakwalifikowała się
- 1990: Nie zakwalifikowała się
- 1992: Nie zakwalifikowała się
- 1994: Nie zakwalifikowała się
- 1996: Nie zakwalifikowała się
- 1998: Nie zakwalifikowała się
- 2000: Nie zakwalifikowała się
- 2002: Nie zakwalifikowała się
- 2004: Nie zakwalifikowała się
- 2006: Nie zakwalifikowała się
- 2007: Nie zakwalifikowała się
- 2009: Nie zakwalifikowała się